# Rymosia triangularis
Rymosia triangularis är en tvåvingeart som beskrevs av Shaw 1935. Rymosia triangularis ingår i släktet Rymosia och familjen svampmyggor. Inga underarter finns listade i Catalogue of Life.